# Carmelo Rado
Carmelo Rado (Oderzo, 4 agosto 1933) è un discobolo italiano.
Nel 1960 prese parte ai Giochi olimpici di Roma classificandosi settimo con la misura di 54,00 m. Nel 1961 fu campione italiano del lancio del disco e l'anno successivo arrivò ottavo ai campionati europei di Belgrado.
Ha continuato a praticare l'atletica leggera anche in tarda età, andando a conquistare cinque record del mondo per le categorie master in tre diverse discipline: lancio del disco, lancio del martello con maniglia corta e pentathlon di lanci.

## Record nazionali

### Master
- Lancio del disco[1]
  - M70: 55,27 m ( Chiuro, 30 settembre 2007)
  - M75: 49,21 m ( Besana in Brianza, 5 ottobre 2008)
- Lancio del martello con maniglia corta[1]: 
  - M80: 19,91 m ( Rimini, 30 agosto 2013)
- Pentathlon di lanci[1]:
  - M75: 5182 p. ( Biella, 26 ottobre 2008)
  - M80: 5258 p. ( Aosta, 8 settembre 2013)

## Palmarès
| Anno | Manifestazione  | Sede     | Evento           | Risultato | Prestazione | Note |
| ---- | --------------- | -------- | ---------------- | --------- | ----------- | ---- |
| 1960 | Giochi olimpici | Roma     | Lancio del disco | 7º        | 54,00 m     |      |
| 1962 | Europei         | Belgrado | Lancio del disco | 8º        | 52,82 m     |      |

## Campionati nazionali
- 1 volta campione italiano assoluto del lancio del disco (1961)

1961
- Oro ai campionati italiani assoluti di atletica leggera, lancio del disco - 52,72 m